# Stadtmuseum im Prinz-Max-Palais
Im Stadtmuseum im Prinz-Max-Palais wird die Karlsruher Stadtgeschichte in einer ständigen Ausstellung präsentiert.
Es ist seit 1981 im städtischen Kulturzentrum Prinz-Max-Palais untergebracht, das außerdem die Jugendbibliothek der Stadtbibliothek, das Museum für Literatur am Oberrhein sowie den Sitz der Literarischen Gesellschaft Karlsruhe beherbergt.
Organisatorisch ist das Stadtmuseum Teil der Abteilung Stadtarchiv & Historische Museen des Kulturamts der Stadt.

## Geschichte
Die Ursprünge des Karlsruher Stadtmuseums sind eng mit denen des Karlsruher Stadtarchivs verbunden. Im Jahr 1882 forderte der Stadtrat die Bevölkerung im Rahmen der Gründung des Stadtarchivs auf, der Stadt alte Aufzeichnungen, Pläne und Beschreibungen zur Verfügung zu stellen. Daraus ging eine Sammlung hervor, die als Grundstock für erste Ausstellungen dienen sollte. Unter dem Namen Stadtgeschichtliche Sammlungen wurde 1896 dafür erstmals eine Abteilung gegründet. Im selben Jahr fanden die ersten Ausstellungen zur Stadtgeschichte statt, damals im ehemaligen Wasserwerksgebäude am Archivplatz.
Im Zuge der Vorbereitungen zum 200-jährigen Jubiläum der Stadt im Jahre 1915 wurde geplant, die Stadtgeschichte in einem Pavillon am Festplatz zu präsentieren. Diese Pläne wurden allerdings aufgrund des Ersten Weltkriegs nicht durchgeführt.
In den 1920er und 1930er Jahren wurden die Stadtgeschichtlichen Sammlungen im Dachstuhl des Karlsruher Schlosses präsentiert. Nach dem Zweiten Weltkrieg wurde eine kleine stadthistorische Sammlung im Stadtarchiv ausgestellt, zunächst im Haus Solms und ab 1960 im Sparkassengebäude am Marktplatz untergebracht. 
Seit der Eröffnung des Prinz-Max-Palais als städtisches Kulturzentrum im Jahr 1981 befindet sich dort eine ständige Ausstellung zur Karlsruher Stadtgeschichte. Nach dem Auszug der Städtischen Galerie 1998 aus dem Prinz-Max-Palais wird das komplette erste Obergeschoss für eine Dauerausstellung genutzt.